# Ilaria Bianchi
Ilaria Bianchi, född 6 januari 1990, är en italiensk simmare.
Bianchi tävlade för Italien vid olympiska sommarspelen 2008 i Peking, 2012 i London, 2016 i Rio de Janeiro och 2020 i Tokyo.